# Zámčisko (Chvojnická pahorkatina)
Zámčisko je nejvyšším vrcholem stejnojmenného podcelku i celé Chvojnické pahorkatiny. Nachází se nad obcemi Unín, Radimov, Radošovce a Smrdáky .

## Přístup
Na vrchol, kde je umístěn vysílač nevedou značené stezky. Přístup je lesem z blízkých obcí nebo lesní cestou z Radošoviec.